# Myloplus asterias
Espèce
Synonymes
- Myletes asterias Müller & Troschel, 1844[1]
- Myletes ellipticus Günther, 1864[1]
- Myleus asterias (Müller & Troschel, 1844)[1]
- Myleus ellipticus (Günther, 1864)[1]
- Myleus gurupyensis Steindachner, 1911[1]
- Myleus schultzi (Ahl, 1938)[2]
- Myloplus asterias (Müller & Troschel, 1844)[2]
- Myloplus schulzei Ahl, 1938[1]
- Tomete maculatus Amaral Campos, 1944[1]

Myloplus asterias est une espèce de poissons d'eau douce de la famille des Serrasalmidae et originaire du bassin de l'Amazone et des rivières du Nord et de l'Est de la Guyane.

## Systématique
L'espèce Myloplus asterias a été initialement décrite en 1844 par les zoologistes allemands Johannes Peter Müller (1801-1858) et Franz Hermann Troschel (1810-1882) sous le protonyme de Myletes asterias,.
Cette espèce, après avoir été rangée un temps sous le genre Myleus, est à nouveau classée dans le genre Myloplus à la suite de l'étude menée en 2004 par Michel Jégu (d), Nicolas Hubert (d) et Elizabeth Belmont-Jégu (d).

## Description
Myloplus asterias peut mesurer jusqu'à 25 cm de longueur totale. Cette espèce porte les noms vernaculaires de Pacu, Pacu branco ou Pacu galo au Brésil.

## Étymologie
Son épithète spécifique, du latin asterias, « étoilé », est présumé faire référence aux taches rondes de couleur orangée présente sur son corps. 

## Publication originale
- (la) J. Müller et F. H. Troschel, « Synopsis generum et specierum familiae Characinorum », Archiv für Naturgeschichte, Berlin, Nicolaische Verlags-Buchhandlung, vol. 10, no 1,‎ 1844, p. 81-99 (ISSN 0365-6136, OCLC 1481989, lire en ligne).